# Tjuvar i lagen
Tjuvar i lagen (ryska: вор в законе vor v zakone, ukrainska:  злодій у законі zlodij u zakoni, vitryska: злодзей у законе zlodzej u zakone, georgiska: კანონიერი ქურდი kanonieri kurdi, armeniska: օրենքով գող orenk'ov goğ, azerbajdzjanska: Qanuni oğru) är vanekriminella från forna Sovjetunionen som kommit så högt upp i den organiserade kriminalitetens hierarki att de stiftar "lagar" för personer under sig i hierarkin. Tjuvar i lagen begår sällan själva brott, annat än exempelvis beslut om straff för förbrytelser mot de egna reglerna. Tjuvar i lagen är en del av bland annat den ryska maffian. De kan ha olika nationalitet, men vanligen är det ryssar, georgier, armenier eller vitryssar.
Tjuvar i lagen beskrivs av Europol som ett slags tillsynsmän över olika organiserade kriminella nätverk, som exempelvis Solntsevskaja, Ismailovskaja och Tambovskaja, grupper som sinsemellan kan vara rivaler.

## Historia
Fenomenet med tjuvar i lagen kan spåras till den politiska och ekonomiska instabiliteten som präglar Ryssland sedan Peter den store under tidigt 1700-tal, då det fanns fler än 30 000 brottslingar i utkanten av Moskva. Dessa brottslingar ingick visserligen i kriminella gäng, men själva brottsligheten var oorganiserad. Under 1700-talet började emellertid brottsligheten bli mer och mer organiserad. Gängen började avkräva pengar från de egna medlemmarna, medlemmarna började använda smeknamn, och mot slutet av 1800-talet hade brottsligheten börjat anta organiserade hierarkiska strukturer med ledare och underställda arbetare.
Efter ryska revolutionen 1917 försökte fiender till den nya staten av politiska skäl att få kontroll över ungdomsbrottslingarna genom att ta plats i hierarkierna; de politiker som ledde brottsliga nätverk kallades zjigani ('social status'). Zjigani tog över de kriminella reglerna och vanorna (tatueringar, jargong, musik och talesätt) och försökte implementera ideologiska element i dem, såsom förbud att ta arbete i samhället, vittnesförbud, förbud att strida för landet, och förbud att bilda familj. De som upprätthöll dessa nya regler kom att kallas vory v zakone, 'tjuvar i lagen'.
Inledningsvis under 1920-talet utspelades en kamp i den sovjetiska kriminella världen, huvudsakligen inom Gulag, mellan zjigani och urka; de senare var ledare för den traditionella gängkriminaliteten innan tjuvarna i lagen. Tjuvarna i lagen – vor betyder kriminell och zakon lag – hamnade alltså på kant med ledarna för revolutionen 1917 som hade börjat som kriminella (Stalin var bankrånare och kallades Koba), de drog inga fördelar av allmänna amnestin som utlystes efter revolutionen mot fångar, de var ofta politiska fångar, och många hade innan revolutionen varit officerare i tsarens armé. Tjuvarna i lagen kom att bli motståndare till samhället och det brottsliga levernet kom att legitimeras ideologiskt. Faktorer som gynnade etableringen av tjuvar i lagen, var att rättssystemet i Sovjetunionen var politiserat varigenom det var låg rättssäkerhet samt att staten hade ett omfattande kontrollsystem av medborgarna. Därmed blev det en alternativ norm att misstro och vilseleda staten.
Med perestrojkan och därefter östblockets fall förändrades det kriminella landskapet till följd av samhällets omdaning. En ny generation ungdomar blev kriminella, däribland idrottsmän och personer som stridit i Afghanistan, vilka kallades "banditer" och vilka med tiden gjorde uppror mot tjuvarna i lagen varmed ett gängkrig uppstod. Det har därefter spekulerats omkring hur inflytelserika tjuvarna i lagen verkligen är. Med östblockets fall spreds den ryska maffian i världen.

## Kännetecken och organisation

Den stjärnformade och åttaarmade kompassrosen används som motiv vid tatueringar för att markera positionen av tjuv i lagen om den finns på båda skuldrorna.

Enligt svenska polisen är systemet som tjuvar i lagen ingår i hierarkiskt uppbyggd i tre nivåer. Tjuvarna i lagen är överst. I mellanskiktet finns "auktoriteter", och underst utförarna av brotten. I sina hemländer och bland andra kriminella åtnjuter de högt anseende och kan återfinnas i statsförvaltningen i exempelvis Georgien, Azerbajdzjan, Vitryssland och Armenien. De som med samma kultur som tjuvar i lagen verkar inom staten kallas också - lite mera skämtsamt - "tjuvar i makten", och syftar då allmänt på kleptokrater i forna Sovjetunionen vilka i sin retorik är tydligt påverkade av ryska maffian.
De som följer tjuvar i lagen lyder vorovskoj zakon, och därmed hederskodexen vorovskye ponyatya, 'tjuvarnas lagar'. Denna "lag" reglerar de fria och fångna kriminellas samhälle, och fungerar som en alternativ lag. Lagarna är inte nedtecknade, och de upprätthålls och verkställs utanför samhällets institutioner. Reglerna var till en början avsedda för denna grupp yrkeskriminella, men har fått större spridning. En tjuv i lagen är förbjuden att anta ett arbete inom samhället, han  får inte ha familj (postoiannaia semia) vilket både innebär att överge sina föräldrar och aldrig gifta sig eller få barn, han får inte strida för staten som militär, han får varken vittna eller anmäla brott begångna mot sig själv, samt måste ge pengar till en gemensam kassa (obsjak).
Lagarna utgörs av 18 paragrafer som förutom ovanstående innefattar regler om alkoholanvändning och spel, regler om språk och regler om hur man ska bete sig för att behålla tjuvarnas hemligheter. Förbudet mot att bilda familj och utsikten att åka fast för fortsatt brottslighet, har lett till att det förekommer att de som underställs tjuvar i lagen ser fängelserna som sina hem, och fängelsevistelse kan öka brottslingarnas anseende. Tjuvarna i lagen har också regler för de andra, som inte är kriminella, ludskje ponjatja, 'folkets lagar'. En vor har till skillnad från annat folk exempelvis ett smeknamn och tatuerade stjärnor på axlarna eller knäna.
För att fungera som tjuv i lagen måste personen fullfölja vissa plikter. Personen måste straffa överträdelser mot lagarna, personen måste ha tillgång till information, vara beslutsfattare samt upprätta och vidmakthålla strukturerna i organisationen. Till informationsarbetet hör att skaffa sig information om olika personer, information om vad som händer i fängelserna och den kriminella världen, information om inkomster av brott, med mera. En tjuv i lagen kröns till befattningen, i en ceremoni som inte är fullt ut känd utanför gruppen.

## Brottstyper
Tjuvar i lagen ägnar sig enligt Interpol åt narkotikasmuggling, trafficking, och åt stöld av motorfordon. Pengarna som de kriminella tjänar läggs delvis i en gemensam kassa (obsjak) som kontrolleras av tjuvarna i lagen. Dessa brottsliga nätverk investerar också pengarna i lagliga företag, fastigheter och aktier. Detta handlar i någon omfattning om penningatvätt. Genom sådana investeringar har tjuvar i lagen påverkan på den globala ekonomin, och enligt Europol (2012) finns kopplingar till eurasiska energiföretag vilka fungerar som dimridå av trovärdighet och tillförlitlighet. Tjuvarna i lagen, högst upp i hierarkin, styr enligt Europol mobila kriminella nätverk från OSS-länderna, Tjetjenien och Georgien. Tjuvar i lagen har liksom annan maffia traditionellt varit inblandade i beskyddarverksamhet och konfliktlösning av mera brottslig typ.

## Utbredning
I Ryssland finns uppskattningsvis omkring 400 tjuvar i lagen samt omkring 300 tjuvar i lagen av annan nationalitet som verkar i Ryssland. Tjuvar i lagen är av särskilt intresse för Interpol i deras Project Millennium, som handlar om att stävja den eurasiska transnationella brottsligheten. Ryska myndigheter namngav 1243 tjuvar i lagen 2011 vilka skulle vara aktiva i forna Sovjetunionen, Europa, USA och Dubai.